# Inline-Alpin-Weltcup 2015
Der Inline-Alpin-Weltcup 2015 wurde vom 21. Juni bis 5. September 2015 ausgetragen.

## Änderung 2015
Der Rennkalender umfasste fünf Weltcuporten in Europa. Neu in den Rennkalender hinzugekommen ist Bramberg (Österreich), Pisogne (Italien), Němčičky (Tschechen) und Villablino (Spanien). Dafür wurde Steinenbronn, Oberhundem, Degmarn (Deutschland), Genua (Italien) und Turnov (Tschechien) aus dem Kalender gestrichen. Zum ersten Mal findet seit 2010 kein Weltcup in Deutschland und dieses Mal ist Jirkov der Saisonauftakt.

## Austragungsorte
Jirkov:
- 21. Juni 2015

 Pisogne:
- 26. Juli 2015

 Villablino:
- 16. August 2015

 Bramberg:
- 23. August 2015

 Němčičky:
- 5. September 2015

## Teilnehmer
| Europa (11 Länder)                                                | Europa (11 Länder)                                    | Europa (11 Länder) |
| ----------------------------------------------------------------- | ----------------------------------------------------- | ------------------ |
| - Deutschland - Italien - Lettland - Österreich - Polen - Serbien | - Schweiz - Slowakei - Spanien - Tschechien - Ukraine |                    |
| Amerika (1 Land)                                                  |                                                       |                    |
| - Argentinien                                                     |                                                       |                    |
| Asien (1 Land)                                                    |                                                       |                    |
| - Japan                                                           |                                                       |                    |

## Weltcup-Übersicht

### Frauen
| 1. Weltcup in Jirkov, 21. Juni 2015 | 1. Weltcup in Jirkov, 21. Juni 2015 | 1. Weltcup in Jirkov, 21. Juni 2015 | 1. Weltcup in Jirkov, 21. Juni 2015 | 1. Weltcup in Jirkov, 21. Juni 2015 |
| ----------------------------------- | ----------------------------------- | ----------------------------------- | ----------------------------------- | ----------------------------------- |
| Datum                               | Disziplin                           | Erster Platz                        | Zweiter Platz                       | Dritter Platz                       |
| 21. Juni 2015 (So.)                 | Slalom                              | Ann Krystina Wanzke (GER)           | Claudia Wittmann (GER)              | Ulrike Bertsch (GER)                |

| 2. Weltcup in Pisogne, 26. Juli 2015 | 2. Weltcup in Pisogne, 26. Juli 2015 | 2. Weltcup in Pisogne, 26. Juli 2015 | 2. Weltcup in Pisogne, 26. Juli 2015 | 2. Weltcup in Pisogne, 26. Juli 2015 |
| ------------------------------------ | ------------------------------------ | ------------------------------------ | ------------------------------------ | ------------------------------------ |
| Datum                                | Disziplin                            | Erster Platz                         | Zweiter Platz                        | Dritter Platz                        |
| 26. Juli 2015 (So.)                  | Slalom                               | Ann Krystina Wanzke (GER)            | Marina Seitz (GER)                   | Manuela Schmohl (GER)                |

| 3. Weltcup in Villablino, 16. August 2015 | 3. Weltcup in Villablino, 16. August 2015 | 3. Weltcup in Villablino, 16. August 2015 | 3. Weltcup in Villablino, 16. August 2015 | 3. Weltcup in Villablino, 16. August 2015 |
| ----------------------------------------- | ----------------------------------------- | ----------------------------------------- | ----------------------------------------- | ----------------------------------------- |
| Datum                                     | Disziplin                                 | Erster Platz                              | Zweiter Platz                             | Dritter Platz                             |
| 16. August 2015 (So.)                     | Slalom                                    | Mona Sing (GER)                           | Jana Börsig (GER)                         | Gabriela Kudelaskova (CZE)                |

| 4. Weltcup in Bramberg, 23. August 2015 | 4. Weltcup in Bramberg, 23. August 2015 | 4. Weltcup in Bramberg, 23. August 2015 | 4. Weltcup in Bramberg, 23. August 2015 | 4. Weltcup in Bramberg, 23. August 2015 |
| --------------------------------------- | --------------------------------------- | --------------------------------------- | --------------------------------------- | --------------------------------------- |
| Datum                                   | Disziplin                               | Erster Platz                            | Zweiter Platz                           | Dritter Platz                           |
| 23. August 2015 (So.)                   | Slalom                                  | Ann Krystina Wanzke (GER)               | Manuela Schmohl (GER)                   | Jana Börsig (GER)                       |

| 5. Weltcup in Němčičky, 5. September 2015 | 5. Weltcup in Němčičky, 5. September 2015 | 5. Weltcup in Němčičky, 5. September 2015 | 5. Weltcup in Němčičky, 5. September 2015 | 5. Weltcup in Němčičky, 5. September 2015 |
| ----------------------------------------- | ----------------------------------------- | ----------------------------------------- | ----------------------------------------- | ----------------------------------------- |
| Datum                                     | Disziplin                                 | Erster Platz                              | Zweiter Platz                             | Dritter Platz                             |
| 5. September 2015 (Sa.)                   | Slalom                                    | Marina Seitz (GER)                        | Manuela Schmohl (GER)                     | Jana Börsig (GER)                         |

### Wertungen
| Rang | Name                       | Punkte |
| ---- | -------------------------- | ------ |
| 01.  | Ann Krystina Wanzke (GER)  | 350    |
| 02.  | Jana Börsig (GER)          | 271    |
| 03.  | Marina Seitz (GER)         | 250    |
| 04.  | Claudia Wittmann (GER)     | 229    |
| 05.  | Manuela Schmhl (GER)       | 220    |
| 06.  | Gabriela Kudelaskova (CZE) | 194    |
| 07.  | Mona Sing (GER)            | 172    |
| 08.  | Ulrike Bertsch (GER)       | 158    |
| 09.  | Barbora Procházková (CZE)  | 103    |
| 10.  | Alessandra Veit (GER)      | 095    |
| 11.  | Elea Börsig (GER)          | 092    |
| 12.  | Lara Kögel (GER)           | 082    |
| 13.  | Magdalena Gruber (GER)     | 078    |
| 14.  | Katharina Hoffmann (GER)   | 069    |
|      | Franziska Ries (GER)       | 069    |
| 16.  | Lisa Schmid (GER)          | 064    |
| 17.  | Lenka Kesela (SVK)         | 062    |
| 18.  | Nina Heinrich (GER)        | 054    |
|      | Lisa Stäudinger (GER)      | 054    |
| 20.  | Celine Greis (GER)         | 051    |
|      | Nikola Pospisilova (CZE)   | 051    |
| 22.  | Pavlína Procházková (CZE)  | 045    |
| 23.  | Sina Martin (GER)          | 044    |
| 24.  | Mira Börsig (GER)          | 041    |

| Rang | Name                            | Punkte |
| ---- | ------------------------------- | ------ |
| 25.  | Aleksandra Mioduszewska (POL)   | 035    |
| 26.  | Maria Del Pilar Ansaldo (ARG)   | 030    |
| 27.  | Alexa Brust (GER)               | 026    |
| 28.  | Marta-Egeria Garcia Amigo (ESP) | 025    |
| 29.  | Barbora Ticha (SVK)             | 024    |
|      | Lisa Wölffing (GER)             | 024    |
| 31.  | Terezia Ancicova (SVK)          | 022    |
| 32.  | Aurora Hofer (GER)              | 020    |
|      | Natsuki Nagashima (JPN)         | 020    |
|      | Luisa Zeh (GER)                 | 020    |
| 35.  | Tatiana Ancicova (SVK)          | 018    |
|      | Marion Hoppe (GER)              | 018    |
|      | Kristyna Michalkova (SVK)       | 018    |
|      | Nuria Requejo Garcia (ESP)      | 018    |
| 39.  | Karolina Jarzab (POL)           | 016    |
|      | Sinah Rogel (GER)               | 016    |
| 41.  | Irati Belio Garrido (ESP)       | 014    |
| 42.  | Ieva Meldere (LAT)              | 013    |
|      | Ainhoa Mellado Arguedas (ESP)   | 013    |
| 44.  | Aida Gonzalez Pinteno (ESP)     | 012    |
|      | Barbara Malinowska (POL)        | 012    |
|      | Julia Schleger (GER)            | 012    |
| 47.  | Laura Reguera Rubial (ESP)      | 011    |
| 48.  | Leah Gann (GER)                 | 010    |

| Rang | Name                                         | Punkte |
| ---- | -------------------------------------------- | ------ |
|      | Maren Motz (GER)                             | 010    |
|      | Kalina Paszyna (POL)                         | 010    |
|      | Irena Ziach Agustin (ESP)                    | 010    |
| 52.  | Victoria Bergua Perez (ESP)                  | 09     |
|      | Luzia Gruber (GER)                           | 09     |
|      | Maria Martinez Moraiz (ESP)                  | 09     |
|      | Brenda Odermatt (SUI)                        | 09     |
| 56.  | Marina Arias Sanchez (ESP)                   | 08     |
| 57.  | Irene Colombo (ITA)                          | 07     |
|      | Nina Kappen (GER)                            | 07     |
|      | Marta-Soledad Suarez Alonso-Villalobos (ESP) | 07     |
| 60.  | Mia Dedinac (SRB)                            | 05     |
|      | Lucia Gomez Larenjo (ESP)                    | 05     |
|      | Lisa Stäudinger (GER)                        | 05     |
| 63.  | Almut Aschenbrenner-Schultz (GER)            | 04     |
| 64.  | Kira Bosch (GER)                             | 03     |
|      | Paloma Mendez Rojo (ESP)                     | 03     |
| 66.  | Maria-Cristina Gonzalez Garcia (ESP)         | 02     |
|      | Sandra Herbst (AUT)                          | 02     |
| 68.  | Alice Bianchi (ITA)                          | 01     |
|      | Isabelle Gütting (GER)                       | 01     |
|      | Liva Olina (LAT)                             | 01     |
|      | Montserrat Santos Alonso-Villalobos (ESP)    | 01     |

## Weltcup-Übersicht

### Männer
| 1. Weltcup in Jirkov, 21. Juni 2015 | 1. Weltcup in Jirkov, 21. Juni 2015 | 1. Weltcup in Jirkov, 21. Juni 2015 | 1. Weltcup in Jirkov, 21. Juni 2015 | 1. Weltcup in Jirkov, 21. Juni 2015 |
| ----------------------------------- | ----------------------------------- | ----------------------------------- | ----------------------------------- | ----------------------------------- |
| Datum                               | Disziplin                           | Erster Platz                        | Zweiter Platz                       | Dritter Platz                       |
| 21. Juni 2015 (So.)                 | Slalom                              | Marco Walz (GER)                    | Jörg Bertsch (GER)                  | Manuel Zörlein (GER)                |

| 2. Weltcup in Pisogne, 26. Juli 2015 | 2. Weltcup in Pisogne, 26. Juli 2015 | 2. Weltcup in Pisogne, 26. Juli 2015 | 2. Weltcup in Pisogne, 26. Juli 2015 | 2. Weltcup in Pisogne, 26. Juli 2015 |
| ------------------------------------ | ------------------------------------ | ------------------------------------ | ------------------------------------ | ------------------------------------ |
| Datum                                | Disziplin                            | Erster Platz                         | Zweiter Platz                        | Dritter Platz                        |
| 26. Juli 2015 (So.)                  | Slalom                               | Marco Walz (GER)                     | Sven Ortel (GER)                     | Moritz Doms (GER)                    |

| 3. Weltcup in Villablino, 16. August 2015 | 3. Weltcup in Villablino, 16. August 2015 | 3. Weltcup in Villablino, 16. August 2015 | 3. Weltcup in Villablino, 16. August 2015 | 3. Weltcup in Villablino, 16. August 2015 |
| ----------------------------------------- | ----------------------------------------- | ----------------------------------------- | ----------------------------------------- | ----------------------------------------- |
| Datum                                     | Disziplin                                 | Erster Platz                              | Zweiter Platz                             | Dritter Platz                             |
| 16. August 2015 (So.)                     | Slalom                                    | Marco Walz (GER)                          | Kristaps Zvejnieks (LAT)                  | Sven Ortel (GER)                          |

| 4. Weltcup in Bramberg, 23. August 2015 | 4. Weltcup in Bramberg, 23. August 2015 | 4. Weltcup in Bramberg, 23. August 2015 | 4. Weltcup in Bramberg, 23. August 2015 | 4. Weltcup in Bramberg, 23. August 2015 |
| --------------------------------------- | --------------------------------------- | --------------------------------------- | --------------------------------------- | --------------------------------------- |
| Datum                                   | Disziplin                               | Erster Platz                            | Zweiter Platz                           | Dritter Platz                           |
| 23. August 2015 (So.)                   | Slalom                                  | Adrian Griesser (GER)                   | Manuel Zörlein (GER)                    | Marco Walz (GER)                        |

| 5. Weltcup in Němčičky, 5. September 2015 | 5. Weltcup in Němčičky, 5. September 2015 | 5. Weltcup in Němčičky, 5. September 2015 | 5. Weltcup in Němčičky, 5. September 2015 | 5. Weltcup in Němčičky, 5. September 2015 |
| ----------------------------------------- | ----------------------------------------- | ----------------------------------------- | ----------------------------------------- | ----------------------------------------- |
| Datum                                     | Disziplin                                 | Erster Platz                              | Zweiter Platz                             | Dritter Platz                             |
| 5. September 2015 (Sa.)                   | Slalom                                    | Marco Walz (GER)                          | Manuel Zörlein (GER)                      | Sven Ortel (GER)                          |

### Wertungen
| Rang | Name                          | Punkte |
| ---- | ----------------------------- | ------ |
| 01.  | Marco Walz (GER)              | 460    |
| 02.  | Sven Ortel (GER)              | 290    |
| 03.  | Manuel Zörlein (GER)          | 220    |
| 04.  | Jörg Bertsch (GER)            | 175    |
| 05.  | Benedikt Heudorfer-Merz (GER) | 167    |
| 06.  | Miks Zvejnieks (LAT)          | 166    |
| 07.  | Noah Sing (GER)               | 145    |
| 08.  | Jan Möller (CZE)              | 136    |
| 09.  | Adrian Griesser (GER)         | 100    |
| 10.  | Cristian Losio (ITA)          | 093    |
| 11.  | Massimiliano Losio (ITA)      | 085    |
| 12.  | Kristaps Zvejnieks (LAT)      | 080    |
| 13.  | Jonas Börsig (GER)            | 078    |
| 14.  | Dominicus Wiedenmayer (GER)   | 068    |
| 15.  | Amir Abo Shawish (GER)        | 065    |
| 16.  | Tomas Mracna (CZE)            | 062    |
| 17.  | Moritz Doms (GER)             | 060    |
| 18.  | Atsushi Ozaki (JPN)           | 058    |
|      | Maximilian Vogt (GER)         | 058    |
| 20.  | Manuel Wlcek (GER)            | 056    |
| 21.  | Carsten Wiesler (GER)         | 053    |
| 22.  | Vojta Prsala (CZE)            | 044    |
| 23.  | Davis Zvejnieks (LAT)         | 043    |
| 24.  | Sergio Mendez Perez (ESP)     | 037    |
|      | Sigi Zistler (GER)            | 037    |
| 26.  | Roberto Piantoni (ITA)        | 036    |
|      | Maximilian Schödlbauer (GER)  | 036    |
| 28.  | Maximilian Merz (GER)         | 032    |
|      | Takanobu Yoshihara (JPN)      | 032    |

| Rang | Name                             | Punkte |
| ---- | -------------------------------- | ------ |
|      | Antoni Zalewski (POL)            | 032    |
| 31.  | Petr Brandtner (CZE)             | 029    |
|      | Luca Seeberger (GER)             | 029    |
|      | Furuta Soichiro (JPN)            | 029    |
| 34.  | Erik Piantoni (ITA)              | 028    |
| 35.  | Tomas Prochazka (CZE)            | 025    |
| 36.  | Sergio Menendez Rodriguez (ESP)  | 020    |
| 37.  | Wojciech Kurzawa (POL)           | 017    |
| 38.  | Vojtech Stehlik (CZE)            | 016    |
| 39.  | Juan Carro Lopez-Contreras (ESP) | 015    |
|      | Massimo Cortinovis (ITA)         | 015    |
|      | Martin Hrabak (CZE)              | 015    |
|      | Johannes Schubert (GER)          | 015    |
| 43.  | Alberto Gallina (ITA)            | 014    |
|      | Maxi Löw (GER)                   | 014    |
|      | Miguel Marques Alvarez (ESP)     | 014    |
| 46.  | Dusan Ambros (SVK)               | 013    |
|      | Fernando Fernandez Bretal (ESP)  | 013    |
|      | Simone Gallina (ITA)             | 013    |
|      | Jindrich Krydl (CZE)             | 013    |
|      | Marc Morera Dominguez (ESP)      | 013    |
| 51.  | Noah Pöllmann (GER)              | 012    |
|      | Lukas Policar (CZE)              | 012    |
|      | Roman Rehor (CZE)                | 012    |
|      | Moritz Waibel (GER)              | 012    |
| 55.  | Tom Hussal (GER)                 | 011    |
|      | Petr Rames (CZE)                 | 011    |
| 57.  | Michael Hofbauer (GER)           | 010    |
|      | Pau Puerto Töfer (ESP)           | 010    |

| Rang | Name                                  | Punkte |
| ---- | ------------------------------------- | ------ |
| 59.  | Raul Capdevila Vizcaino (ESP)         | 09     |
|      | Pavel Weinelt (CZE)                   | 09     |
| 61.  | Vladimir Dufek (CZE)                  | 08     |
|      | Marcin Kapuscinski (POL)              | 08     |
|      | Toni Kögel (GER)                      | 08     |
|      | Aitor Mellado Arguedas (ESP)          | 08     |
|      | Luca Rondi (ITA)                      | 08     |
|      | Andrej Tichy (SVK)                    | 08     |
| 67.  | Marti de Dalmases Pedro (ESP)         | 07     |
| 68.  | Andrea Cortinovis (ITA)               | 06     |
|      | Christoph Silberbauer (GER)           | 06     |
|      | Víctor Suarez Alonso-Villalobos (ESP) | 06     |
| 71.  | Andrea Gallina (ITA)                  | 05     |
|      | Jan Matousek (CZE)                    | 05     |
|      | Isidre Nogueras Roca (ESP)            | 05     |
|      | Boguslaw Topolski (POL)               | 05     |
| 75.  | Manuel Amigo Vega (ESP)               | 04     |
|      | Marco Melzi (ITA)                     | 04     |
|      | Leon Rainer (AUT)                     | 04     |
| 78.  | Pawel Janecki (POL)                   | 03     |
|      | Alessandro Longo (ITA)                | 03     |
|      | Alfredo Nunez Martinez (ESP)          | 03     |
| 81.  | David Gomez Sanchez (ESP)             | 02     |
| 82.  | Mauro Benzoni (ITA)                   | 01     |
|      | Alberto Conde Garcia (ESP)            | 01     |
|      | Florian Rabenbauber (GER)             | 01     |
|      | Matej Reisenbuchler (SVK)             | 01     |